# Garabed Hovnanian
Garabed Hovnanian est un architecte ottoman, apatride puis américain d'origine arménienne, né en 1895 à Constantinople et mort le 26 janvier 1969 à Kansas City.

## Enfance et jeunes années (1895-1914)
Issu d'une famille arménienne de la bourgeoisie stambouliote, ses parents sont commerçants et son père porte le titre d'effendi.  Sa famille habite dans le quartier historique et cosmopolite de Pera, où cohabitent Arméniens, Grecs, Juifs et Levantins. Il a deux frères, Hrant et Barouyr.
À l'âge de quinze ans, Garabed Hovnanian est admis à l'Université Américaine de Constantinople, fondée en 1863 par un philanthrope Américain, Christopher Robert dont le but est de proposer à tous ses étudiants, quelles que soient leur race ou religion, une éducation semblable à celle qu'ils recevraient dans une université américaine. Garabed Hovnanian y étudie l'ingénierie et l'architecture. Il y côtoie des Américains pentecôtistes et adventistes et y rencontre son futur associé et beau-frère, Kevork Arsenian, qui deviendra lui aussi architecte. Il obtient son diplôme d'ingénieur-architecte en 1914.

### LaPremière Guerre mondialeet le génocide arménien
Ayant obtenu son diplôme au début de la guerre, il est mobilisable dans l'armée ottomane. Son père, bien informé, lui procure des faux papiers turcs ne mentionnant pas son origine arménienne. Enrôlé avec le grade d'officier, ses pairs ont cependant des doutes sur ses origines et le désignent pour convoyer les femmes et enfants arméniens déportés à travers les régions désertiques d'Anatolie. Dès lors, il devient le témoin forcé d'atrocités commises par les Turcs envers les Arméniens : il  assiste au viol des fillettes et jeunes filles, au massacre de leurs parents, aux tortures infligées aux plus vieux ; ainsi qu'à l'enlèvement d'enfants par les nomades et au pillage des convois par les Kurdes... Ces exactions le traumatisent et le hanteront à jamais jusqu'à la fin de sa vie. Il doit supporter tout cela sans pouvoir intervenir, sous peine de mort. Il tombe très gravement malade et est rendu à la vie civile. Il est protégé dans l'enceinte de l'Université américaine de Constantinople où sa folie s'atténue peu à peu.

### Début de l'exil et les années niçoises (1918-1932)
Après guerre, Garabed Hovnanian travaille dans une entreprise américaine de recherche pétrolière en Irak, mais les exactions contre les Arméniens et les Grecs, reprises par le régime nationaliste de Mustafa Kemal Atatürk, (lu à la présidence de l'Assemblée nationale turque le 24 avril 1920, le conduisent à retourner à Istanbul pour aider ses proches à quitter le pays où la famille était pourtant installée depuis plus de mille ans. Sa famille n'a échappé au génocide arménien que grâce à la proximité qu'elle avait avec certains  militaires allemands présents à Constantinople pendant la Première Guerre mondiale (l'Empire ottoman était en effet un allié des puissances centrales).
La famille Hovnanian (le père, la mère et les  trois frères) arrive à Nice un peu par hasard au début des années 1920. Kevork Arsenian fait aussi partie de l'exil. Garabed y fait vite la connaissance d'un richissime promoteur Arménien de Perse qui s'est enrichi en Inde lors de la Première Guerre mondiale, Joachim Nahapiet. Nahapiet le considère comme son fils.
C'est pendant cette période que Garabed Hovnanian perd sa nationalité turque pour devenir apatride, comme tous les immigrés arméniens de l'époque. Il fonde  alors l'entreprise de bâtiment Hovnanian (située au 19, avenue du Petit Fabron à Nice) avec ses deux frères ingénieurs, Hrant et Barouyr. Les réalisations de Garabed sont peu nombreuses mais spectaculaires et marquent le paysage urbain niçois. Elles s'inscrivent dans la tendance art déco en vogue dans les années d'entre deux guerres, tout en la transcendant et la dépassant.

## Réalisations

### Le Colisée
Le Colisée, situé à l'angle de la rue Verdi et de la rue Auber à Nice a été réalisé par Garabed Hovnanian et Kevork Arsenian en 1930. Comme son nom l'indique, l'immeuble est imposant. Découpé en sections verticales, alternant avant-corps et courettes autour d'un corps principal d'angle, il est l'un des rares ensembles niçois inspirés des gratte-ciels new-yorkais (comme le Rockefeller Center), stylistique qui atteste de la prégnance de l'influence américaine sur Garabed Hovnanian et Kevork Arsenian qui, ne l'oublions pas, avaient fait leurs études à l'université américaine de Constantinople. Les parties communes sont tout à fait significatives de l'apport new-yorkais du clan Hovnanian. Édifié sur un plan carré, l'escalier hélicoïdal annonce celui du Gloria Mansions, mais dans des proportions plus modestes. À la pointe du confort moderne, ces appartements étaient même équipés de vide-ordures  et de  distributeurs de glace!

### Le Gloria Mansions
Après la réalisation à Nice du Colisée, Joachim Nahapiet donne carte blanche à Garabed Hovnanian (sans Kevork Arsenian, cette fois) pour la conception d'un ensemble immobilier situé à l'angle de la rue de France et de la rue Henri Krohn : le Gloria Mansions. Cet immeuble de rapport, maintenant classé monument historique, est considéré comme un des plus emblématiques et des plus originaux de l'architecture art déco[réf. souhaitée]. Toutes proportions gardées, cet immeuble peut être considéré comme le « Guernica » de Garabed Hovnanian. Cet artiste visionnaire, tourmenté toute sa vie par les atrocités dont il avait été le témoin, semble avoir mis tous ses tourments dans cet immeuble qui reflète la quête d'une paix intérieure. Chaque détail y est personnel[réf. souhaitée]. Garabed Hovnanian y utilise la technique du béton armé à des fins expressives ainsi que celle innovante du granito. 
Le Gloria Mansions est achevé en 1934.

## Les États-Unis et laScience chrétienne(1932-1970)
Alors que le chantier du Gloria Mansions n'en est encore qu'aux terrassements, un événement extraordinaire se produit : un ancien camarade américain de l'université américaine d’Istanbul entre en contact avec Garabed Hovnanian. Il a attrapé la poliomyélite lors d'un séjour à Davos en Suisse et sait qu'il est condamné. Ne voulant pas mourir loin de chez lui, il a pensé à la personne qui habite le plus près de Davos, et c'est Garabed Hovnanian à Nice. Il le supplie de le convoyer jusqu'à sa famille à Philadelphie. 
Garabed Hovnanian  fait ses valises et quitte précipitamment les siens. Les deux jeunes hommes embarquent pour les États-Unis et arrivent à Philadelphie après un mois de traversée. L'ami américain de Garabed Hovnanian meurt peu de temps après, entouré par les siens. Ceux-ci disent à Garabed Hovnanian : « Nous avons perdu un fils et trouvé un autre : c'est toi ». Il ne rentre donc pas à Nice et s'installe aux États-Unis.
Sa nouvelle famille fait partie d'une église, la Science Chrétienne (Christian Science of Boston), fondée en 1879 par Mary Baker Eddy. Dans son ouvrage Science et Santé avec la clef des Écritures, Mary Baker Eddy affirme l’omniprésence et la bonté absolue de Dieu. Elle affirme la non-existence du mal et de la matière, de la maladie et de la mort car selon elle, ils ne peuvent pas avoir été créés par Dieu et ne sont donc pas réels.
Pensant obéir à l’injonction de Jésus de guérir les malades car « celui qui croit en moi fera aussi les œuvres que je fais », les étudiants de la Science chrétienne cherchent à pratiquer la guérison pour eux-mêmes et leur entourage. Ainsi, des praticiennes et praticiens de la Science chrétienne aident par la prière « ceux qui le leur demandent à surmonter les difficultés humaines par une meilleure compréhension de Dieu et de la relation de l’homme à Dieu ».
En 1933, Garabed Hovnanian épouse une disciple de l'église beaucoup plus âgée que lui, Beryl Hovnanian, qui décède quelques années après. Il acquiert du même coup la nationalité américaine. Avec Beryl ils adoptent une adolescente simple d'esprit, Carol. Il laisse complètement tomber l'architecture pour devenir pasteur de cette église. Il revient à Nice en voyage avec sa famille en 1938 où il peut voir le Gloria Mansions achevé.
À la mort de sa première femme, il part s'installer à Kansas City. Là encore il se remarie avec une femme beaucoup plus âgée que lui (Louise Hovnanian) qui décédera quelques années plus tard. À Kansas City, Garabed Hovnanian vit simplement mais dans l'opulence, dans une grande villa du Country Club qui semble incarner la réalisation naïve du rêve américain. Il est monté en grade et dirige  maintenant le mouvement de la Christian Science of Boston de Kansas City, ce qui semble répondre à sa quête métaphysique et à son incessante recherche d'apaisement intérieur. Il devient alors complètement mystique, croyant pratiquer la guérison par la prière. Il lui arrive par exemple « d'aider » certaines de ses fidèles à accoucher par des prières et des conseils prodigués au téléphone.
Il meurt aux États-Unis en 1970.